# Estimulação cerebral profunda

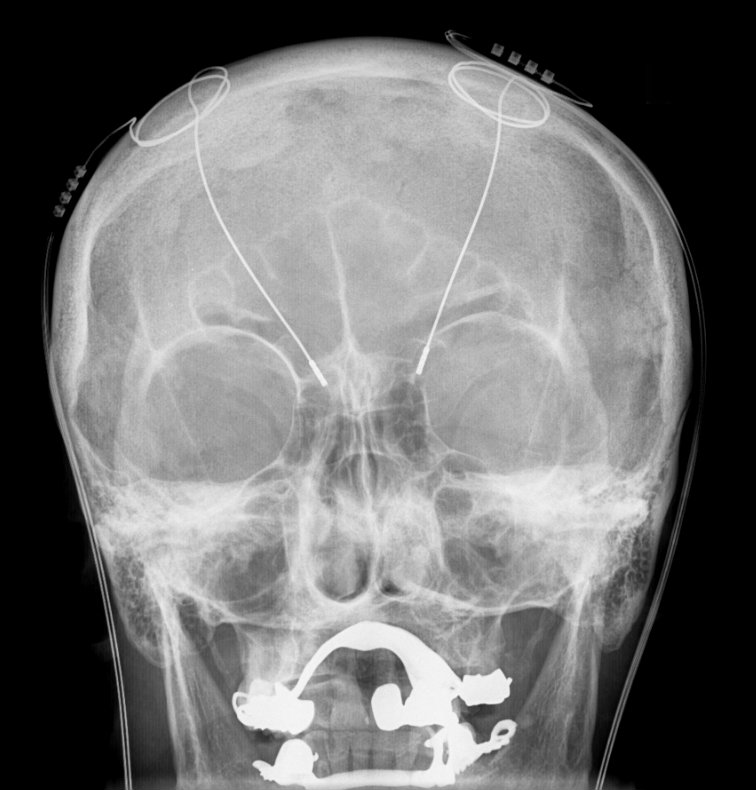
Raio X dos eletrodos de ECP em cima. O metal visto nos dentes é um aparelho dentário e não tem relação com o ECP.

Estimulação cerebral profunda ou ECP (do inglês Deep Brain Stimulation (DBS)) é um tratamento neurocirúrgico para transtornos neurológicos usando um marcapasso cerebral que envia impulsos elétricos a determinada parte do encéfalo. É usado no tratamento de doenças neurológicas em que a medicação não foi eficiente e que causa amplos prejuízos ao paciente.
O procedimento não é uma cura para Doença de Parkinson ou Tremor Essencial e não impede a progressão das doenças, mas tem se mostrado eficiente no controle dos sintomas motores e pode devolver aos pacientes autonomia e qualidade de vida.
Substituiu as neurocirurgia ablativas (lobotomias) por ser mais adaptativa, reversível e eficaz.

## Aplicações Médicas
Pode ser usado para tratar:
- Mal de Parkinson;
- Tremor essencial;
- Mal de Alzheimer
- Distonias e;
- Epilepsia.

Em alguns países como os EUA ainda não foi aprovado seu uso para a epilepsia, mas é permitido e usado em boa parte do mundo, especialmente na Europa.
Mal de Parkinson
A estimulação cerebral profunda é usada para comandar alguns dos sintomas do Mal de Parkinson (MD) que não podem ser controlada por meio de medicações. É recomendada para pessoas que têm MD com alterações motoras e tremor inadequadamente controlado por medicamentos, ou para aqueles que são intolerantes aos medicamentos, desde que não tenham problemas neuropsiquiátricos graves. Quatro áreas do cérebro foram tratadas com estimuladores neurais na MP. São eles o globo pálido interno, o tálamo, o núcleo subtalâmico e o núcleo pedunculopontino. A ECP do globo pálido interno melhora a função motora, enquanto o ECP do tálamo melhora o tremor, mas tem pouco efeito na bradicinesia ou rigidez. A ECP do núcleo subtalâmico geralmente é evitada se houver história de depressão ou comprometimento neurocognitivo. A ECP do núcleo subtalâmico está associado à redução da medicação. No núcleo pedunculopontino, a ECP permanece experimental no momento. Geralmente a ECP está associada a uma melhora de 30 a 60% nas avaliações de pontuação motora.

## Pesquisas
Pesquisas estão sendo feitas para que seja usado também no tratamento de:
- Transtorno obsessivo compulsivo;
- Dor crônica neurogênica;
- Obesidade;
- Síndrome de Tourette;[10]
- Depressão maior.

## Mecanismo de ação
Embora muito se tem estudado sobre como funciona  a estimulação cerebral profunda, seus mecanismos não são plenamente conhecidos. Tal falta de compreensão impede tanto a concepção de sistemas de estimulação para o tratamento de doenças novas, assim como ajustes eficazes dos sistemas atuais. Os dados atuais sugerem-se a ECP substitui disparos neuronais patológicos, oscilações de baixa frequência, sincronização e bloqueio de padrões de disparo patológicos presentes em distúrbios do movimento, substituindo com padrões mais regulares. Embora seja provável que seus mecanismos sejam diversos e ao mesmo tempo específico para doenças e ainda mais específico dependendo da região ou núcleos de alvo.
Com a instalação cirúrgica de eletrodos no cérebro, um controle externo permite regular a estimulação elétrica da áreas subcorticais com déficit neurológico e assim reequilibrar os circuitos neuronais danificados diminuindo a frequência de problemas como tremores, rigidez e contrações musculares involuntárias. Mesmo sem medicação complementar diminui aproximadamente 57% desses sintomas.
Teorizam que no futuro possa vir a ser usada para aumentar a eficiência de cérebros normais, levantando questões éticas importantes, porém atualmente o uso é estritamente para tratamento de doenças.

## Avanços recentes
Recentemente um grupo de pesquisadores brasileiros liderado pelo neurocirurgião Erich Fonoff descreveu uma nova técnica de implante simultâneo de eletrodos para estimulação cerebral profunda bilateral (ECP Bilateral Simultanea) fazendo possível que o procedimento se tornasse mais rápido e preciso. A precisão do implante faz toda a diferença pois a ECP tem seu efeito extremamente localizado.

## Efeitos adversos
Dentre os efeitos adversos já relatados incluem alucinações, distúrbios cognitivos, hipersexualidade, depressão, mudança de personalidade e jogo patológico. Porém quando os problemas superam os benefícios do tratamento é possível desligar o aparelho e voltar a algum tratamento mais conservador. Outro possível problema é o deslocamento dos eletrodos, que nesse caso podem ser reposicionados com uma nova cirurgia ou retirados a pedido do paciente e família.